# Sisu Polar
 (mai 2025).
Le Sisu Polar est un modèle de camions produit par le fabricant finlandais de véhicules lourds Sisu Auto. Il est entré sur le marché en 2011 et les principales applications sont les engins de terrassement, de grumiers, les véhicules d'entretien routier, les grues mobiles et les transporteurs de machines lourdes. La série comprend deux variantes principales DK12M et DK16M. Le nombre d'essieux est de 3, 4 ou 5. Mercedes-Benz fournit certains composants clés, cabines et moteurs en particulier.

## Développement
Les précédents modèles Sisu utilisaient des cabines Renault, des moteurs Cummins, Caterpillar, Renault et Mack étaient disponibles en fonction du modèle et des boîtes de vitesses ZF ainsi que de la transmission Fuller. Lors du développement de la nouvelle série, la société souhaitait s'approvisionner en composants auprès d'un seul partenaire afin d'avoir une unité plus compacte et d'éviter les travaux d'ingénierie supplémentaires nécessaires pour assembler les différents composants. Une autre raison de la politique du fournisseur unique était l'amélioration des opérations du marché secondaire.
Au moment où la nouvelle série de modèles était en cours de développement, les véhicules Sisu étaient distribués en Finlande par Veho, qui représentait également des camions Mercedes-Benz. Sisu Auto a signé un contrat de fourniture avec Daimler Trucks AG pour les cabines, les moteurs et les boîtes de vitesses. Des rumeurs sur le partenariat ont été confirmées lorsqu'un prototype a été repéré à la fin de l'été 2010. Comme le projet a été révélé et que Sisu Auto avait acquis suffisamment d'expérience pour avoir confiance en la construction, la société a décidé d'annoncer le nouveau produit au même mois d'août. 
La série complète a été officiellement lancée au salon Kuljetus 2011 à Jyväskylä en mai 2011.  La cabine Mercedes a été conçue pour ressembler à Sisu par le designer industriel Jukka Pimiä. La calandre à quatre nervures transversales ressemble au modèle précédent.  Les principales variantes sont DK12M et DK16M. "K" signifie une cabine haute, le nombre représente la cylindrée du moteur en litres et "M" signifie cabine à commande avancée.
Une gamme tout terrain à trois et quatre essieux a été lancée en janvier 2014.

## Modèles
Les modèles Sisu Polar actuellement disponibles sont à 3, 4 ou 5 essieux dans différentes configurations.
- Sisu Crane - camions grues
- Sisu Rock - camions à benne basculante
- Rouleau de contenu - chargeur à Palan hydraulique à crochet
- Sisu Timber - camions forestiers
- Sisu Works - camions d'entretien routier
- Sisu Carrier - transporteur de machinerie lourde